# Cœurs en lutte

Cœurs en lutte : 4 hommes pour une femme (Kämpfende Herzen ou Vier um die Frau) est un film muet allemand réalisé par Fritz Lang sorti en 1921.

## Synopsis
Harry Yquem, spéculateur boursier, achète pour sa femme Florence, un bijou d'une grande valeur dans un repaire de truands et de receleurs. Il remarque un homme qui ressemble beaucoup à une photo qu'il avait aperçue dans les affaires de sa femme. Curieux, il suit l'homme jusqu'à son hôtel et lui laisse une lettre lui proposant un rendez-vous à son domicile. Cet homme, William Krafft vient chez Harry. 

## Fiche technique
- Réalisation : Fritz Lang
- Scénario : Fritz Lang, Thea von Harbou, Rolf E. Vanloo
- Musique : Aljoscha Zimmermann
- Direction artistique : Hans Jacoby, Ernst Meiwers
- Production : Erich Pommer
- Société de production : Decla-Bioscop AG
- Pays de production : République de Weimar
- Format : Noir et blanc 1,33:1
- Genre : Drame
- Date de sortie : 1921

## Distribution
- Hermann Böttcher : Florences Vater
- Anton Edthofer : Werner Krafft - William Krafft sein Zwillingsbruder
- Robert Forster-Larrinaga : Meunier
- Harry Frank : Bobby
- Ludwig Hartau : Makler Harry Yquem
- Leonhard Haskel : 1. Gauner
- Gottfried Huppertz : Oberkellner
- Rudolf Klein-Rogge : Hehler Upton
- Hans Lipschütz : Strolch
- Lilli Lohrer : Dienerin von Florence
- Paul Morgan : Hehler
- Edgar Pauly : Unauffälliger Herr
- Paul Rehkopf : 2. Gauner
- Gerhard Ritterband : Zeitungsjunge
- Carola Toelle : Florence Yquem
- Erika Unruh : Dirne
- Lisa von Marton : Margot

## Carrière du film
Le film fut diffusé pour la 1re fois en version restaurée le 27 juin 2010 sur France 3 dans le Cinéma de minuit.